# Catiguá
Catiguá este un oraș în São Paulo (SP), Brazilia.